# فهد لحمادي
فهد لحمادي، ولد في 13 مارس 1980، هو لاعب كرة قدم مغربي. يلعب كحارس مرمى. لعب لآخر مرة في 2015–16 لصالح حسنية أغادير.

## روابط خارجية
- فهد لحمادي على موقع قاعدة بيانات كرة القدم.إي يو (الإنجليزية)